# كدف الهديش (عبس)

تعديل مصدري - تعديل

كدف الهديش هي إحدى قرى عزلة قطبة بمديرية عبس التابعة لمحافظة حجة، بلغ تعداد سكانها 171 نسمة حسب تعداد اليمن لعام 2004.